# Palais Nostitz-Dyhrn
Das Palais Nostitz-Dyhrn war ein barockes Stadtpalais in der Antonienstraße (heute Ulica św. Antoniego) in Breslau (heute Wrocław).

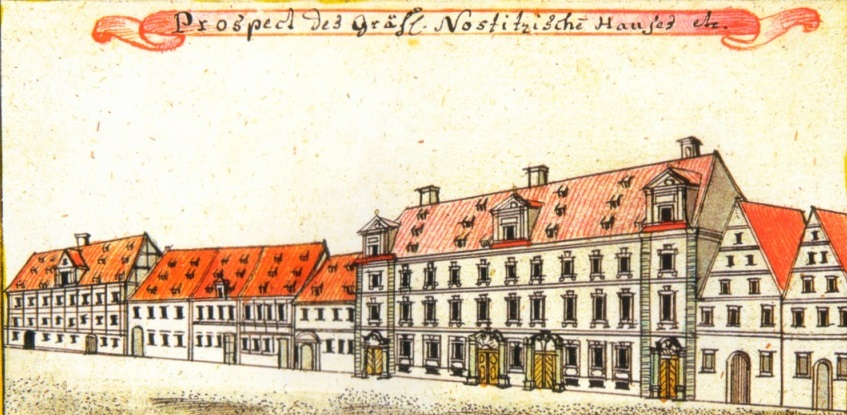
Werner’sche Zeichnung des Palais um etwa 1750

## Geschichte und Besitzer des Palais
Das barocke Palais Nostitz-Dyhrn wurde in der zweiten Hälfte des 17. Jahrhunderts von einem unbekannten Architekten errichtet und diente ab etwa 1700 der Familie von Nostitz als Residenz. Die früheste Abbildung des Palais ist ein um 1750 gefertigter Stich von Friedrich Bernhard Werner.
Der um 1711 in den Reichsgrafenstand erhobene Georg Siegmund von Nostitz (1672–1761) kaufte das Palais; der nächste Besitzer  war sein Enkel, August Reichsgraf von Nostitz. Er starb im Jahre 1795, danach gelangte das Gebäude in den Besitz seiner Witwe, Jeanette von Nostitz, geb. Baronin von Reiswitz-Kaderžin (1756–1840), einer Großtante der Schriftstellerin Valeska Gräfin Bethusy-Huc.
Sie hatten unter anderem einen Sohn namens August Ludwig von Nostitz, der mit Klara Gräfin Hatzfeldt, einer Tochter des Fürsten Franz Ludwig von Hatzfeldt verheiratet war.
August Ludwig, der durch Heirat ein Onkel von Hermann von Hatzfeldt, 1. Herzog von Trachenberg, und ein Schwager von Ferdinand Lassalle war, hat das Palais jedoch nie gehört. Seine jüngere Schwester Eleonore Reichsgräfin von Nostitz heiratete im Jahre 1805 Ernst Conrad Graf von Dyhrn (1769–1842), den Sohn des Grafen Ernst von Dyhrn (1732–1793) und der Juliette Baronin von Dyhrn (1741–1792). Graf Dyhrn kaufte das Palais von der Familie seiner 3. Ehefrau in demselben Jahre und machte es zu seiner Residenz als Palais Nostitz-Dyhrn. Er war Regierungspräsident in Breslau, Fideikommissherr auf Ulbersdorf und Reesewitz im Kr. Oels, Präsident der schlesischen Generalbank (genannt Generallandschaft) und ebenso Präsident des schlesischen Parlaments (Provinziallandtag). Das Palais war schon immer ein Treffpunkt schlesischer Gelehrten, Künstler und der preußischen Aristokratie.
Graf Dyhrn verkaufte das Palais im Jahre 1830 aus finanziellen Gründen an die Stadt Breslau. Es wurde nicht mehr als private Residenz genutzt, in den Folgejahren stark umgebaut und bald darauf abgerissen, womit es das Schicksal vieler Breslauer Palais im 18. und im 19. Jahrhundert teilte.